# Koen Volckaerts
Koenraad (Koen) Volckaerts (Ekeren, 2 augustus 1951) is een Belgisch politicus voor de N-VA.

## Levensloop
Hij doorliep zijn secundair onderwijs aan het Sint-Lievenscollege te Antwerpen. Vervolgens volgde hij een opleiding marketing. In zijn jeugd was hij actief bij de Blauwvoetvendels.
Hij was enkele keren verkiezingskandidaat voor de plaatselijke Volksunie zonder ooit een mandaat te bezetten. In 2013 werd hij burgemeester van Hove, alwaar hij een coalitie leidt van N-VA en pH7.
Hij is gehuwd met een Duitse die hij leerde kennen tijdens zijn legerdienst in de BSD en heeft drie dochters. Naast zijn politieke activiteiten is hij ondernemer van een zaak in Kontich. Na de gemeenteraadsverkiezingen van oktober 2018 ruilde hij Ph7 in voor het kartel Fan van Hove (CD&V, Open Vld). Volckaerts bleef burgemeester tot einde 2021. Dan gaf hij zijn mandaat door aan partijgenoot Bart Van Couwenberghe. Sinds 1 januari 2022 is hij schepen van Openbare werken.